# MALLOW BLUE
MALLOW BLUEは、高島美稀、西山琴海をツインボーカルとする6人組のガールズロックバンドである。2017年8月29日結成。大阪を拠点に活動している。